# Please Please Please
Please Please Please ist ein Lied der US-amerikanischen Sängerin Sabrina Carpenter. Es wurde am 6. Juni 2024 als zweite Singleauskopplung ihres sechsten Studioalbums Short n’ Sweet veröffentlicht.

## Entstehung und Veröffentlichung
Nachdem im April 2024 bereits das Lied Espresso als erste Singleauskopplung erschienen war, kündigte Carpenter am 3. Juli 2024 ihr neues Album Short n’ Sweet an sowie eine weitere Single an. Zwei Tage später veröffentlichte sie auf den sozialen Medien einen Teaser zu Please Please Please. Das Lied erschien schließlich am 6. Juni 2024 als digitaler Einzeltrack bei Island Records sowie am 23. August 2024 als Teil des Albums Short n’ Sweet.
Am 18. Juni 2024 erschien zudem eine digitale EP, die neben dem Originalsong diverse Remixversionen enthält. Auf der EP befinden sich neben einer Instrumental- und einer A-cappella-Version auch eine verschnellerte und eine verlangsamte Fassung von Please Please Please sowie eine Akustikversion.

## Musik und Text
Der Liedtext wurde von Carpenter selbst sowie von Amy Allen und Jack Antonoff verfasst. Antonoff war darüber hinaus auch für die Produktion des Instrumentals verantwortlich. Inhaltlich setzt sich Please Please Please mit der Vorstellung auseinander, sich in jemanden zu verlieben, der dazu neigt, fragwürdige Entscheidungen zu treffen und damit den Partner in Verlegenheit zu bringen.

## Musikvideo
Zu Please Please Please wurde am Veröffentlichungstag ein Musikvideo auf YouTube veröffentlicht, das unter der Regie von Bardia Zeinali entstand. Es knüpft an das Musikvideo zur Vorgängersingle Espresso an, an dessen Ende Carpenter verhaftet wird. Zu Beginn des Musikvideos zu Please Please Please sitzt Carpenter in einem Gefängnis und verliebt sich dort in einen Mithäftling, welcher von Barry Keoghan gespielt wird, der auch im echten Leben mit Carpenter liiert war. Nach ihrer Haftentlassung begeht ihr Geliebter weiterhin Straftaten und kommt mehrfach erneut ins Gefängnis, was Carpenter missfällt; dennoch holt sie ihn nach jeder Entlassung erneut aus dem Gefängnis ab. Regisseur Zeinali ließ sich für das Musikvideo von den Filmen von Quentin Tarantino sowie von Verbrecherpaaren wie Bonnie und Clyde inspirieren.

## Kommerzieller Erfolg

### Chartplatzierungen
In den Vereinigten Staaten stieg Please Please Please in der Woche des 22. Juni 2014 auf Rang zwei in die Billboard Hot 100 und sprang in der Folgewoche auf die Spitzenposition. Somit wurde das Lied zu Sabrina Carpenters erstem Nummer-eins-Hit in den USA. In Großbritannien stieg Please Please Please am 20. Juni 2024 auf Platz drei ein und kletterte in der Folgewoche auf Platz eins. Nach drei Wochen auf der Spitzenposition wurde Please Please Please von Carpenters eigenem Song Espresso vom ersten Platz verdrängt. Die beiden Lieder verbrachten insgesamt fünf Wochen am Stück auf den ersten beiden Plätzen der britischen Charts. Carpenter ist nach Ed Sheeran erst die zweite Künstlerin, der es gelang, in fünf aufeinanderfolgenden Wochen die ersten zwei Plätze der britischen Singlecharts zu belegen.
In Deutschland stieg das Lied am 14. Juni 2024 auf Platz 57 ein und erreichte seine beste Platzierung am 21. Juni mit Platz 33. In Österreich stieg das Lied am 18. Juni 2024 auf Rang 31 ein und erreichte eine Woche später die höchste Platzierung mit Rang 13. Auch in der Schweiz erreichte Please Please Please am 16. Juni 2024 die Charts, wo es am 23. Juni mit Platz zwölf seine Höchstplatzierung verzeichnete.
| ChartsChartplatzierungen       | Höchstplatzierung | Wochen |
| ------------------------------ | ----------------- | ------ |
| Deutschland (GfK)              | 33 (16 Wo.)       | 16     |
| Österreich (Ö3)                | 13 (16 Wo.)       | 16     |
| Schweiz (IFPI)                 | 12 (19 Wo.)       | 19     |
| Vereinigte Staaten (Billboard) | 1 (38 Wo.)        | 38     |
| Vereinigtes Königreich (OCC)   | 1 (25 Wo.)        | 25     |

| ChartsJahrescharts (2024)      | Platzierung |
| ------------------------------ | ----------- |
| Schweiz (IFPI)                 | 81          |
| Vereinigte Staaten (Billboard) | 16          |
| Vereinigtes Königreich (OCC)   | 10          |

### Auszeichnungen für Musikverkäufe
| Land/Region                  | Auszeichnungen für Musikverkäufe (Land/Region, Auszeichnung, Verkäufe) | Verkäufe  |
| ---------------------------- | ---------------------------------------------------------------------- | --------- |
| Australien (ARIA)            | 6× Platin                                                              | 420.000   |
| Belgien (BRMA)               | Platin                                                                 | 40.000    |
| Brasilien (PMB)              | 2× Diamant                                                             | 320.000   |
| Dänemark (IFPI)              | Platin                                                                 | 90.000    |
| Frankreich (SNEP)            | Gold                                                                   | 100.000   |
| Griechenland (IFPI)          | Platin                                                                 | 20.000    |
| Kanada (MC)                  | 6× Platin                                                              | 480.000   |
| Neuseeland (RMNZ)            | 3× Platin                                                              | 90.000    |
| Österreich (IFPI)            | Gold                                                                   | 15.000    |
| Polen (ZPAV)                 | Platin                                                                 | 50.000    |
| Portugal (AFP)               | 2× Platin                                                              | 20.000    |
| Schweiz (IFPI)               | Gold                                                                   | 15.000    |
| Spanien (Promusicae)         | Platin                                                                 | 60.000    |
| Vereinigte Staaten (RIAA)    | 5× Platin                                                              | 5.000.000 |
| Vereinigtes Königreich (BPI) | 2× Platin                                                              | 1.200.000 |
| Zentralamerika (CFC)         | Platin                                                                 | 70.000    |
| Insgesamt                    | 3× Gold · 30× Platin · 2× Diamant ·                                    | 7.990.000 |

Hauptartikel: Sabrina Carpenter/Auszeichnungen für Musikverkäufe